# Pölle 31 (Quedlinburg)

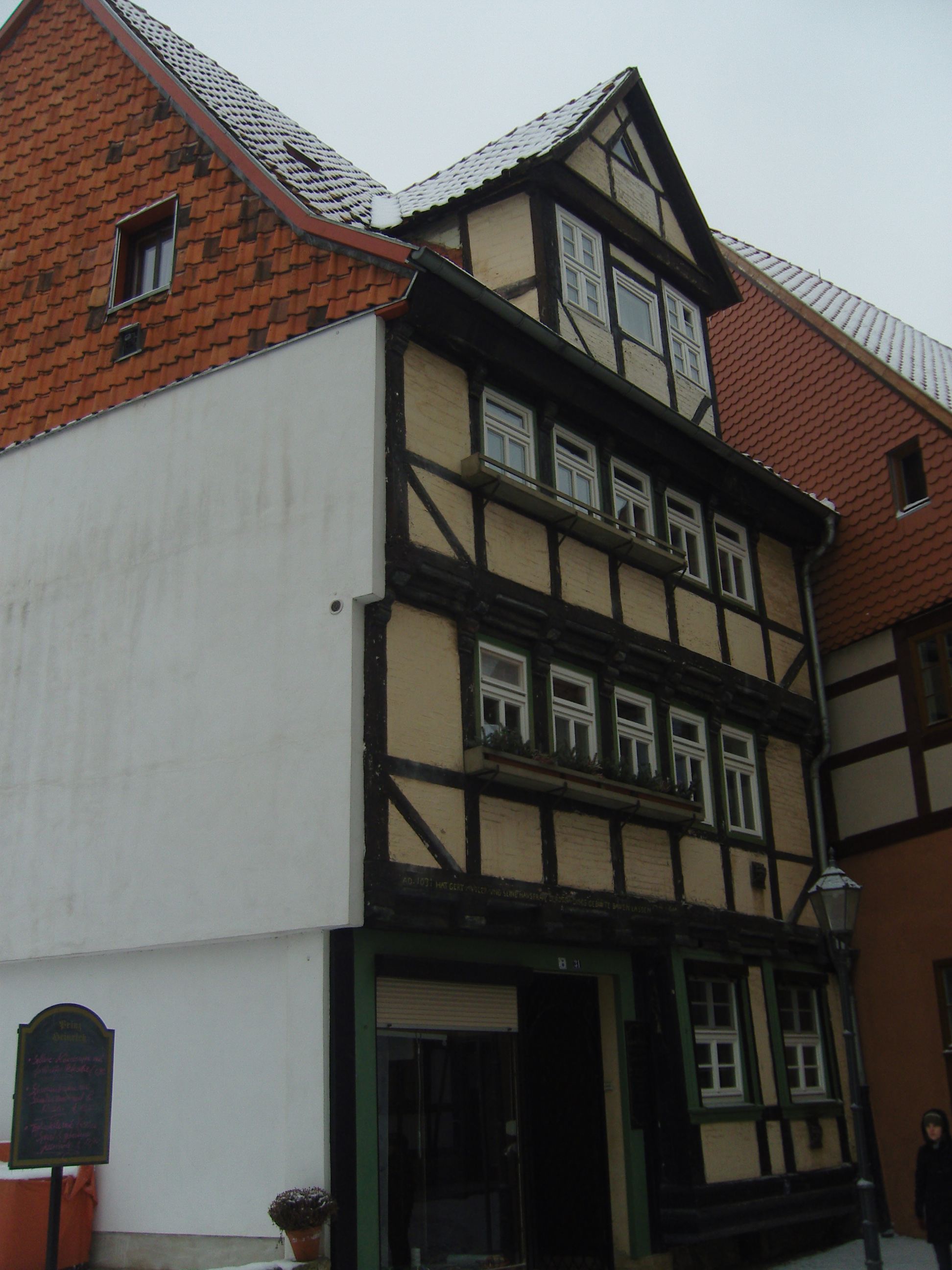
Haus Pölle 31

Das Haus Pölle 31  ist ein denkmalgeschütztes Gebäude in der Stadt Quedlinburg in Sachsen-Anhalt.

## Lage
Es befindet sich nordöstlich des Marktplatzes der Stadt und gehört zum UNESCO-Weltkulturerbe. Im Quedlinburger Denkmalverzeichnis ist es als Wohnhaus eingetragen. Direkt südlich des Hauses springt die Straßenflucht der Straße Pölle vor, so dass eine besondere Winkellage des Hauses entsteht. Nördlich befand sich das Haus Pölle 30, dessen barocke Tür denkmalgeschützt war, südlich grenzt der ehemalige Marstall Quedlinburgs, das Haus Pölle 32 an.

## Architektur und Geschichte
Das dreigeschossige Fachwerkhaus wurde nach einer Bauinschrift vermutlich im Jahr 1631 errichtet. Markant ist ein großes Zwerchhaus. Die Stockwerke kragen jeweils etwas vor. Die Fachwerkfassade ist mit Pyramidenbalkenköpfen und Schiffskehlen mit roh belassener Füllung verziert. An der Stockschwelle des ersten Obergeschosses finden sich mit Walzenformen versehene Balkenköpfe. Im Erdgeschoss wurden die Gefache im 18. Jahrhundert mit Zierausmauerungen versehen. In der Zeit um 1900 wurde ein Ladengeschäft eingefügt.
Das Gebäude hat eine besondere kunstgeschichtliche Bedeutung, da es einen der ersten Bauten des stilistischen Übergangs zum sogenannten Quedlinburger Sonderstil darstellt.